# Nina Christen
Nina Christen (Stans, 7 febbraio 1994) è una tiratrice a segno svizzera.

## Palmarès

### Giochi olimpici
- 2 medaglie:
  - 1 bronzo (Tokyo 2020 nella carabina 10 m aria compressa)[1], 1 oro (Tokyo 2020 nella carabina 50 m 3 posizioni)